# Морис (Мичиген)
Морис (енгл. Morrice) град је у америчкој савезној држави Мичиген.

## Демографија
По попису из 2010. године број становника је 927, што је 45 (5,1%) становника више него 2000. године.
| Група             | 2000.       | 2010.       |
| Белци             | 838 (95,0%) | 892 (96,2%) |
| Афроамериканци    | 6 (0,7%)    | 1 (0,1%)    |
| Азијати           | 3 (0,3%)    | 1 (0,1%)    |
| Хиспаноамериканци | 15 (1,7%)   | 15 (1,6%)   |
| Укупно            | 882         | 927         |